# Bubenheim (Rheinhessen)
Bubenheim település Németországban, Rajna-vidék-Pfalz tartományban. Lakosainak száma 818 fő (2023. december 31.).

## Népesség
A település népességének változása:
| Lakosok száma | 478  | 870  | 839  | 833  | 796  | 819  | 818  |
|               | 1975 | 2014 | 2017 | 2019 | 2021 | 2022 | 2023 |